# Blade of the Immortal
Blade of the Immortal (яп. 無限の住人 , укр. Клинок Безсмертного) — манґа, створена Самурою Хіроакою. Англійською манґа публікується видавництвом Dark Horse Comics.
Аніме-адаптації серії створена студією Bee Train. Прем'єра аніме відбулась 13 липня 2008 року на японському телеканалі AT-X.

## Сюжет
Сюжет розповідає про Мендзі, самурая, в крові якого живуть кров'яні черви, які дозволяють йому пережити практично будь-яке поранення та навіть можуть заново прикріпити відсічену кінцівку. Він стає безсмертним завдяки 800-річній черниці на ім'я Ябікуні, та робить йому пропозицію: у минулому Мендзі вбив сто самураїв, і, щоб спокутувати свою провину, присягається вбити 1000 «негідних». Якщо Мендзі виконає свою клятву, кров'яні черви покинуть його тіло і він зможе померти.
Шлях Мендзі перетинається з молодою дівчиною на ім'я Асано Рін, якій він обіцяє допомогти помститися за її батьків, які були вбиті загоном мечників на чолі з Аноцуною Каґехісою. Аноцу вбив батька Рін та всіх учнів його додзьо. Мета Аноцу — сформувати нову надзвичайно потужну школу «Ітто-рю».
Крім того, з'являється інша група «Мугаї-рю», яка протиставляє себе «Ітто-рю». Вони бажають заручитися підтримкою Мендзі, оскільки у них одна мета. Через деякий час Мендзі виявляє, що «Мугаї-рю» працюють на уряд. Всі його учасники — засуджені до страти злочинці, яким дозволяють жити, тільки якщо вони служать сьоґунату.

## Медіа

### Аніме
23 березня 2008 стало відомо про роботу над аніме-серіалом на основі манґи. Створенням аніме займалася студія Bee Train, а режисером став Масімо Койті.

#### Список серій
| №  | Назва                   | Дата виходу       |
| -- | ----------------------- | ----------------- |
| 01 | Злочинець (罪人)        | 13 липня 2008     |
| 02 | Завоювання (征服)       | 27 липня 2008     |
| 03 | Пісня кохання (恋詠)    | 10 серпня 2008    |
| 04 | Геній (天才)            | 24 серпня 2008    |
| 05 | Фанатик (執人)          | 7 вересня 2008    |
| 06 | Крик Черв'яка (蟲の唄)  | 21 вересня 2008   |
| 07 | Три дні (三途)          | 5 жовтня 2008     |
| 08 | Бомба (爪弾)            | 19 жовтня 2008    |
| 09 | Бомба мрій (夢弾)       | 2 листопада 2008  |
| 10 | Змінюючі обличчя (變面) | 16 листопада 2008 |
| 11 | Пір'я (羽根)            | 30 листопада 2008 |
| 12 | (斜凜)                  | 14 грудня 2008    |
| 13 | Вітер (風)              | 28 грудня 2008    |

## Сприйняття
В 1997 році манґа отримала нагороду Excellence Prize на фестивалі Japan Media Arts. У 2000 році серія була визнана найкращим закордонним коміксом на американському конкурсі Will Eisner Comic Industry Award.